# Café Pouchkine
Pour les articles homonymes, voir Pouchkine (homonymie).
Le café Pouchkine de Moscou (en russe : Кафе Пушкинъ) est un célèbre café-salon de thé-pâtisserie-brasserie-restaurant gastronomique de prestige, dans un hôtel particulier de style Baroque XVIIe siècle, de Moscou en Russie.
Il est fondé en 1999 par Andrei Dellos (Maison Dellos), à l'occasion du bicentenaire de la naissance du célèbre romancier poète russe Alexandre Pouchkine (1799-1837), trente-cinq ans après avoir été inventé et rendu célèbre par Gilbert Bécaud et Pierre Delanoë, avec leur chanson française culte Nathalie de 1964. Il fait partie des 25 meilleurs restaurants d'Europe, et des 100 meilleurs restaurants du monde.[réf. nécessaire]

## Histoire

### Alexandre Pouchkine
Aux XVIIe et XVIIIe siècles, la rue Tverskaya voisine, est reconnue comme le centre de la vie sociale de la haute société russe de Moscou, sur l'anneau des boulevards qui ceinture le centre historique, au nord-ouest de la place Rouge, et du Kremlin de Moscou. 

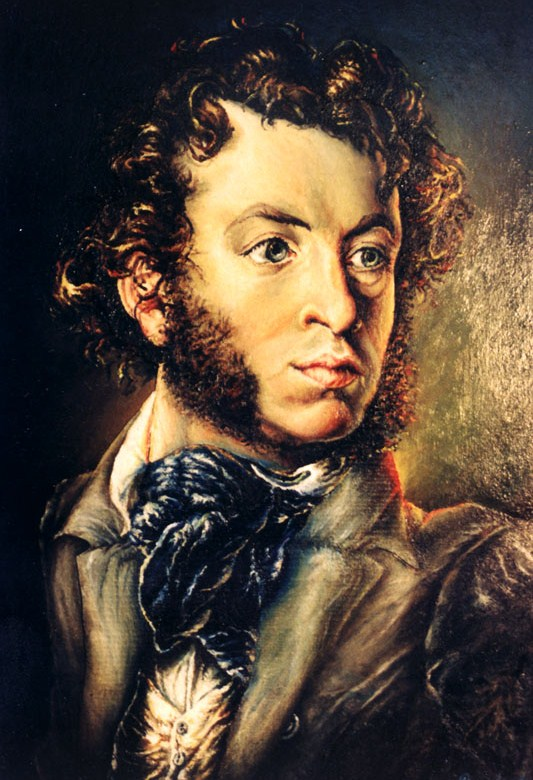
Alexandre Pouchkine.
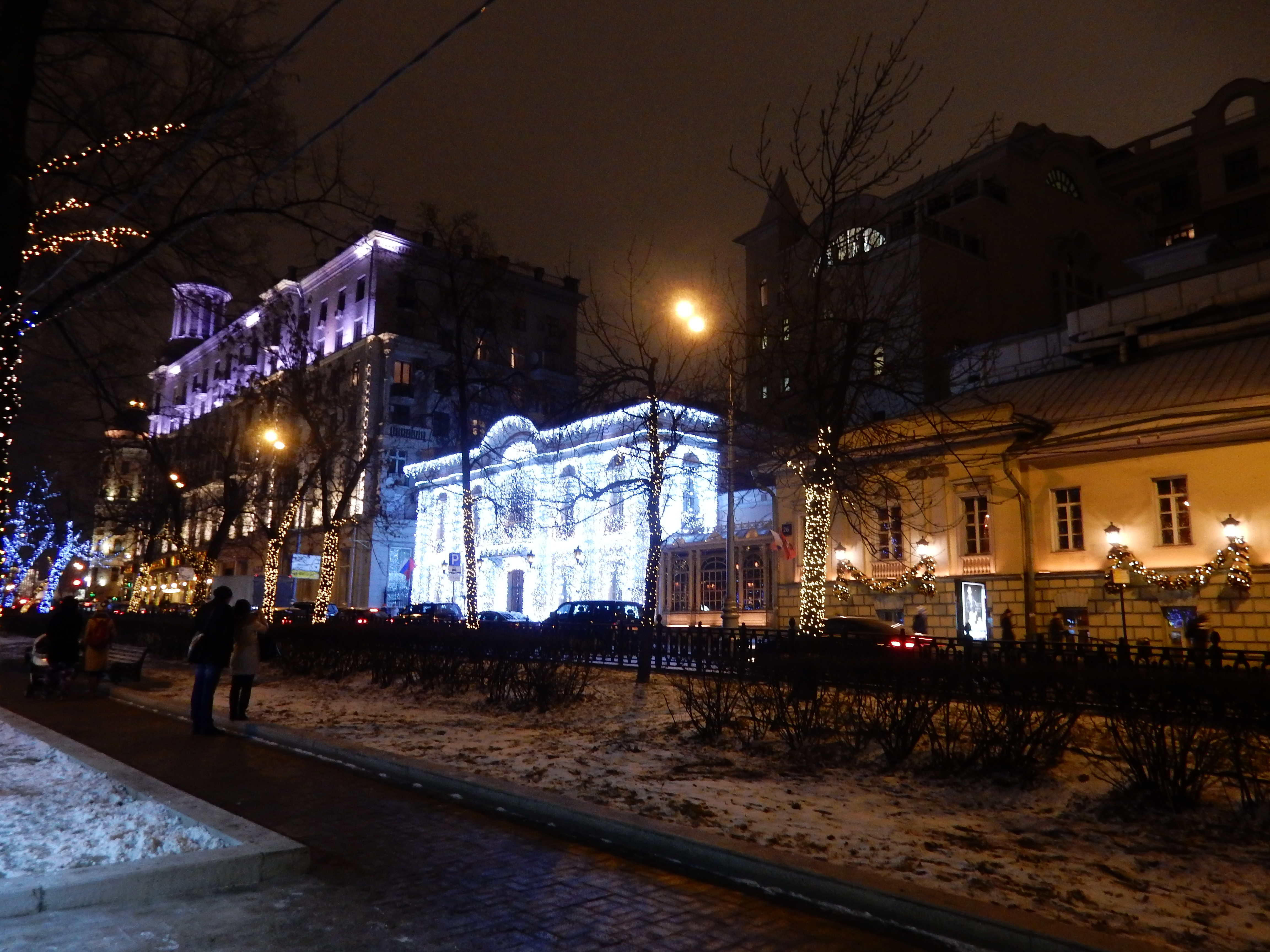
Boulevard Tverskoï.
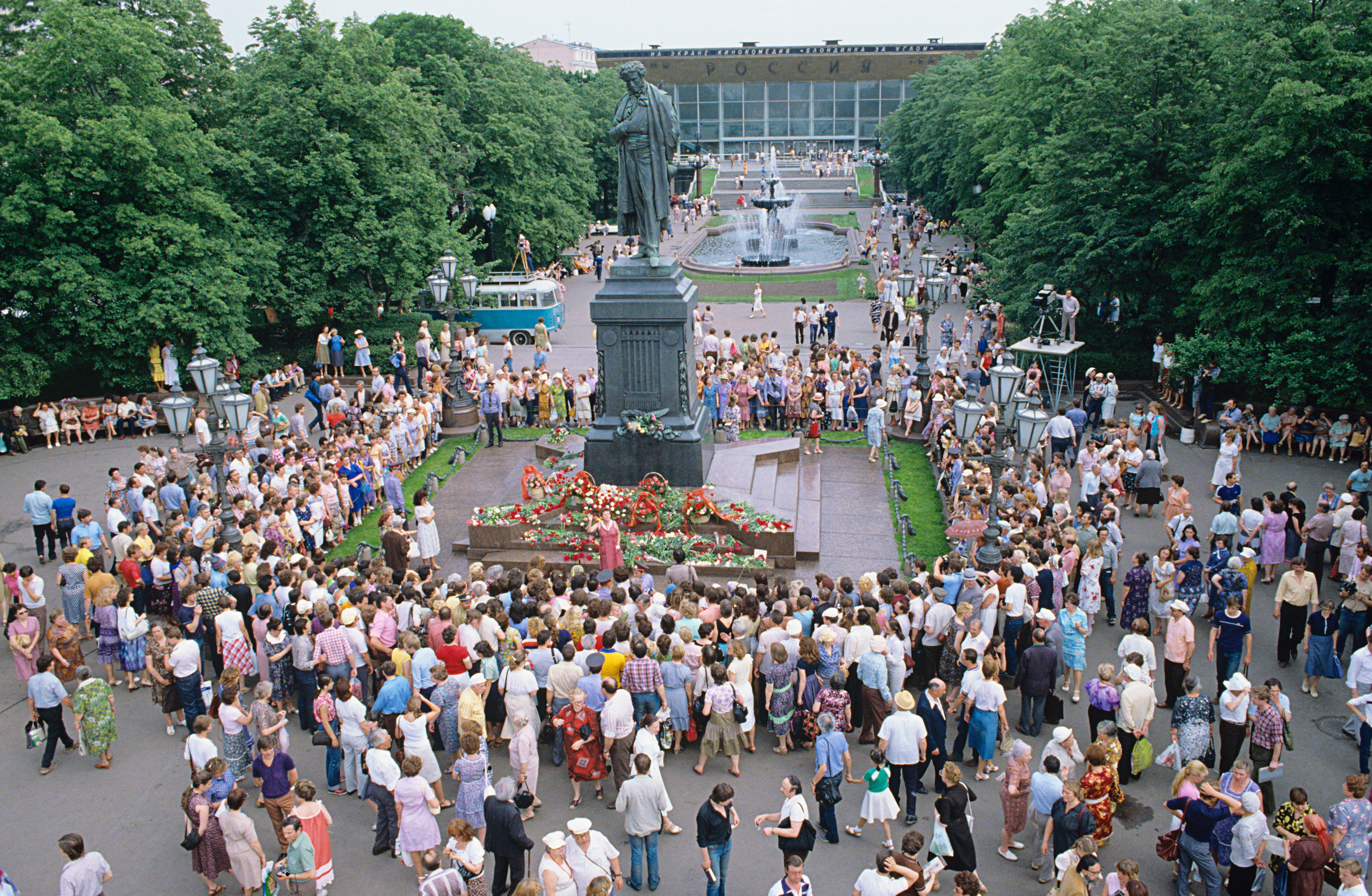
Statue d'Alexandre Pouchkine, place Pouchkine.
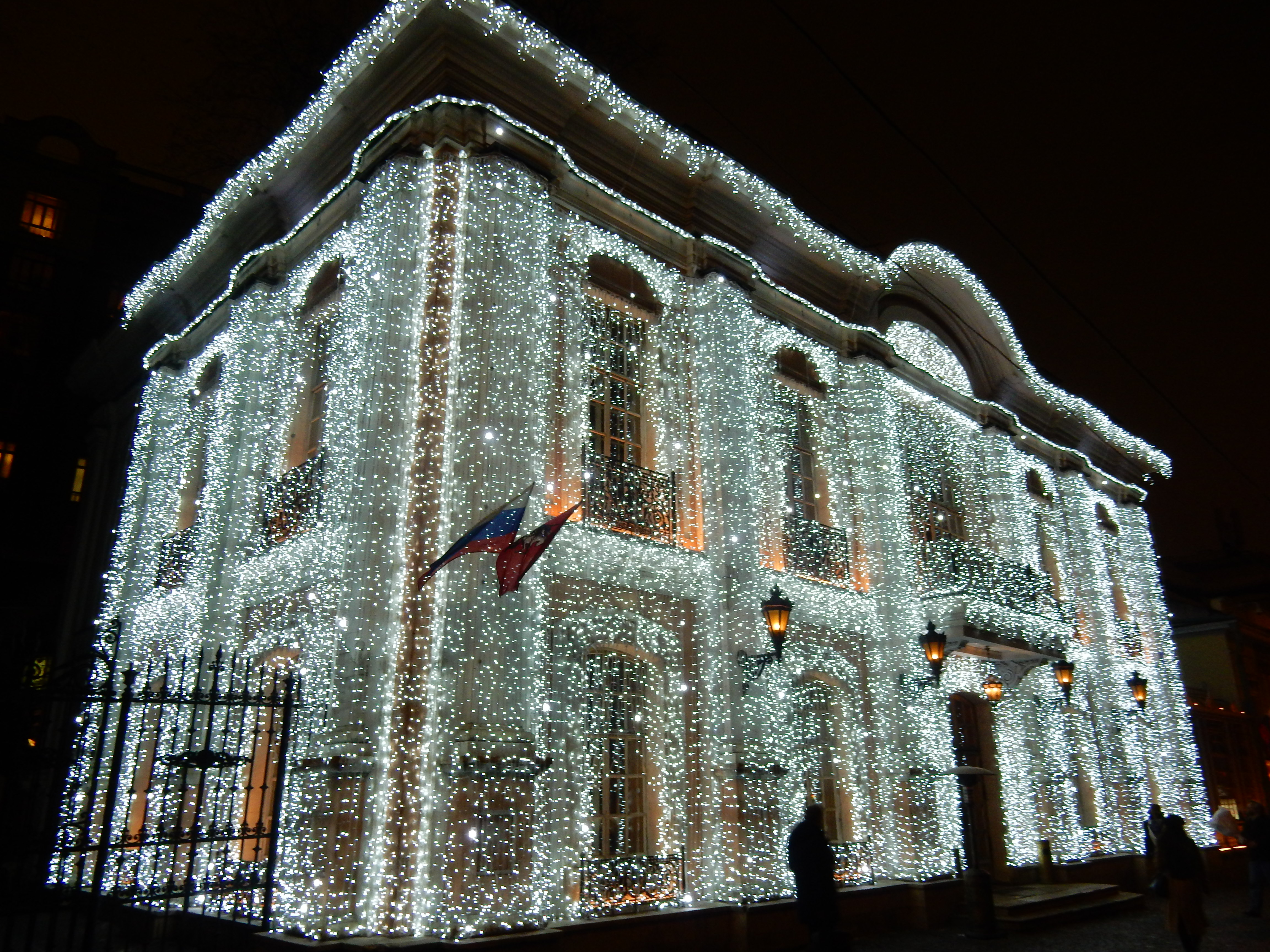
Illumination de l'hôtel particulier du boulevard Tverskoï.

Le célèbre romancier poète russe Alexandre Pouchkine (1799-1837) habitué des lieux, rencontre son épouse Natalia Nikolaïevna Gontcharova, âgée de 16 ans, lors d'un bal de l'actuel Théâtre d'art de Moscou, et l'épouse dans une église au début du boulevard, près de la porte Nikitsky. La place Pouchkine au bout du boulevard, avec sa statue, et le Théâtre Pouchkine de Moscou voisin sont dédiés à sa mémoire.

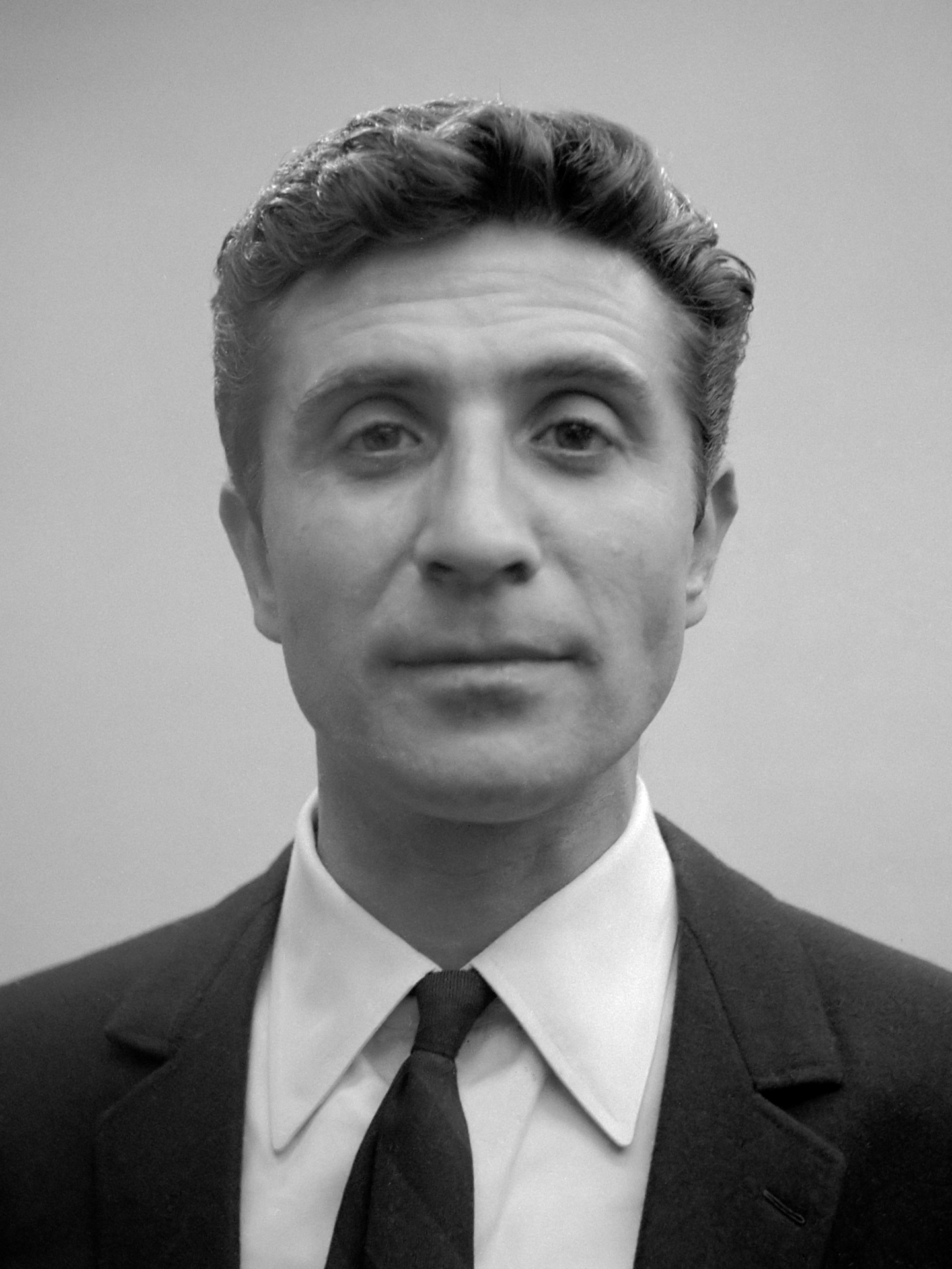
Gilbert Bécaud (« Monsieur 100 000 Volts ») en 1963.

### Gilbert Bécaud
En 1964, de retour d'une tournée triomphale à Moscou, Gilbert Bécaud (« Monsieur 100 000 volts », 1927-2001) et le parolier Pierre Delanoë connaissent un succès international retentissant (en particulier en France et à Moscou) avec leur chanson française culte Nathalie, en pleine période de succès des rock 'n' roll, twist, yéyé de la culture américaine, et de guerre froide avec l'URSS. Bécaud imagine et chante une idylle amoureuse avec sa guide russe Nathalie (Natasha en russe), lors d'un voyage à Moscou, sur la place Rouge, avec ce café fictif sorti de son imagination, où ils iront boire un chocolat : « La place Rouge était vide, devant moi marchait Nathalie, il avait un joli nom mon guide, Nathalie », « Elle parlait en phrases sobres, de la révolution d'Octobre, je pensais déjà, qu'après le tombeau de Lénine, on irait au café Pouchkine, boire un chocolat... ». Le café Pouchkine de Moscou entre alors dans la légende de la culture française et de la culture russe, très recherché en vain par les touristes, et des milliers de Nathalie voient le jour à la suite de cette chanson sur fond de musique russe inspiré des Chœurs de l'Armée rouge du folklore russe.

### Café Pouchkine
En 1999, l'homme d'affaires restaurateur franco-russe Andrei Dellos (fondateur de la Maison Dellos) crée de toutes pièces avec succès ce café-salon de thé-pâtisserie-brasserie-restaurant gastronomique de prestige, dans le centre historique de Moscou, au numéro 27 A du boulevard Tverskoï, entre la rue Tverskaïa et la place Pouchkine, proche du Théâtre Pouchkine de Moscou. Il baptise le lieu du nom du lieu mythique de la chanson, 35 ans après son succès, et le fait inaugurer le 4 juin, pour le bicentenaire de la naissance d'Alexandre Pouchkine, avec la présence de Gilbert Bécaud.

## Hôtel particulier et décor

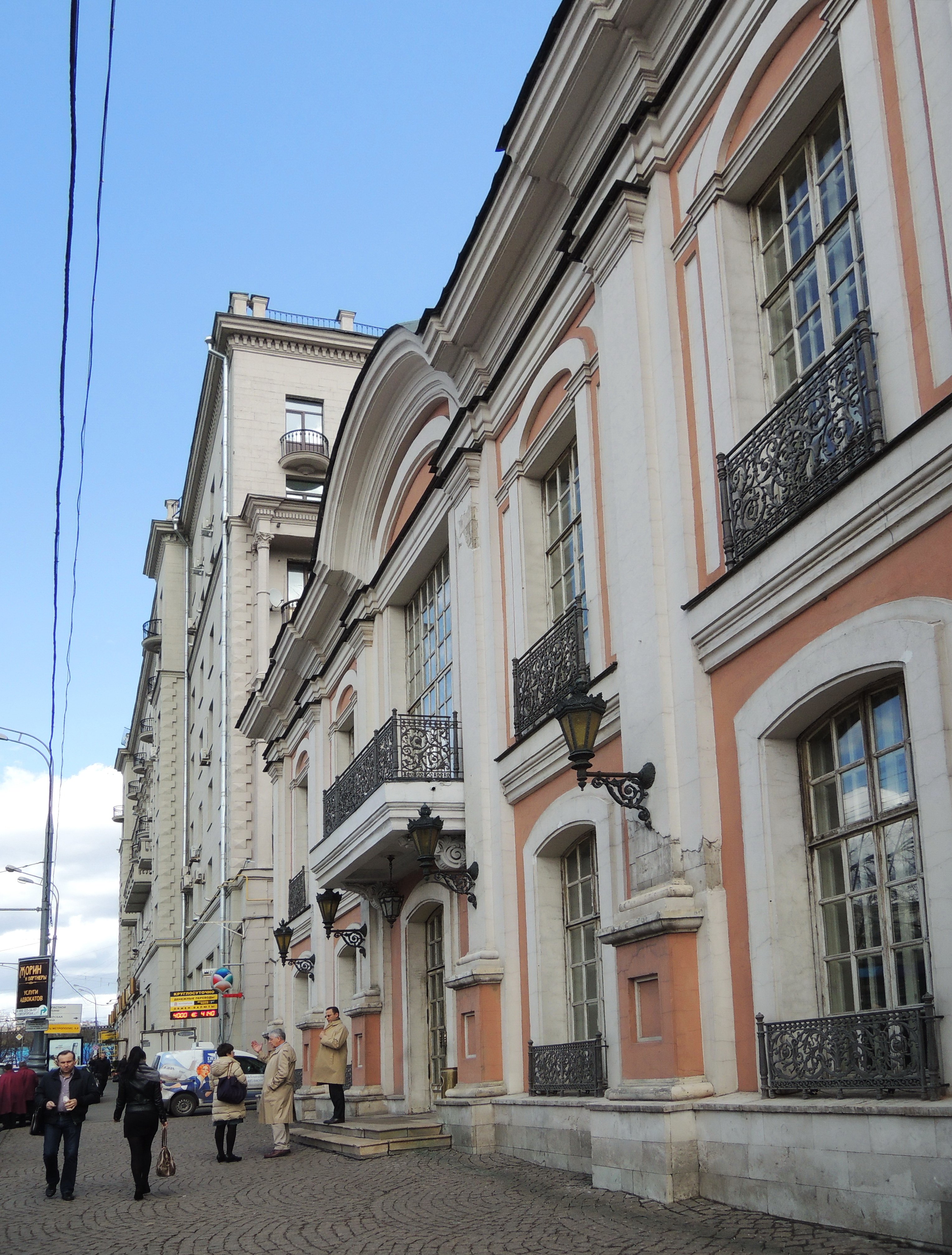
Façade du café Pouchkine (2014).

Le café Pouchkine est hébergé dans un hôtel particulier du XVIIe siècle de cinq étages, avec de nombreuses salles sur 1 500 m2, dont Apothicairerie / Pharmacie, Cave, Mezzanine, Bibliothèque (de 3 000 volumes d'époque)... Le riche décor de boiseries de style du baroque XIXe siècle, élaboré par Andrey Dellos lui-même, est inspiré des fastes et des splendeurs de la Russie impériale des tsars de Russie et de la noblesse russe, dans une riche ambiance de café littéraire / café philosophique / café scientifique des Lumières (philosophie) du Siècle des Lumières, avec une importante collection de meubles et luxueux objets scientifiques, d'art et de collection du XVIIIe siècle (télescope, longue-vue, théodolite, globe planétaire, microscope optique, astrolabe, baromètres, horloge mécaniques, pendule, gravures, musique baroque (harpe, flûte)...

## Cuisine gastronomique
Le restaurant, ouvert 24 heures sur 24 avec 3 000 couverts par jour, propose de la haute cuisine gastronomique avec des plats de cuisine russe et cuisine française traditionnelles, inspirés de celle de l’époque de Pouchkine, des Tsars, et de l'aristocratie russe des siècles passés (remontant à l'époque du premier Tsar Russie Ivan le Terrible au XVIe siècle), avec entre autres bortsch russe, pirojki, caviar, saumon, vodka, côtelette Pojarski, pâtisseries mille-feuille Napoléon, Pouchkinette, croustillant baptisé Nathalie, et bien sûr, chocolat chaud...

## Restaurants et cafés Pouchkine dans le monde
Andrei Dellos et son groupe Maison Dellos ouvrent de nombreux autres restaurants de cuisine russe d’exception à Moscou et dans le monde, dont Le Turandot. Ils prévoient également de développer une chaîne internationale de cafés Pouchkine dans les années à venir, dont :
- Paris[7] :
  - 2017 : 16, place de la Madeleine
- Londres :
  - 2016 : Cafe Pushkin, 20 Berkeley Street, Mayfair[8].
- New York :
  - Brasserie Pushkin, sur la 57e rue de Manhattan, fermé et remplacé depuis par le restaurant Betony[9].

## Culture populaire
- 1964 : la chanson française culte Nathalie, de Gilbert Bécaud et Pierre Delanoë. Invention du café Pouchkine avec les paroles « Elle parlait en phrases sobres, de la révolution d'Octobre, je pensais déjà, qu'après le tombeau de Lénine, on irait au café Pouchkine, boire un chocolat... ».
- 2013 : La chanson On ira de l'album Recto verso de Zaz, mentionne le café Pouchkine : « lever nos verres dans le Café Pouchkine »[10].
- Dans le jeu vidéo Tom Clancy's Rainbow Six: Siege de 2015, Café Pouchkine est décrit comme étant le fictif Café Dostoïevski.

## Accès métro
Le café se situe à quelques pas de trois stations du métro de Moscou :
- Tchekhovskaïa (métro de Moscou) (russe : Чеховская), sur la ligne Serpoukhovsko-Timiriazevskaïa.
- Pouchkinskaïa (métro de Moscou) (russe : Пушкинская), sur la ligne Tagansko-Krasnopresnenskaïa.
- Tverskaïa (métro de Moscou) (russe : Тверская), sur la ligne Zamoskvoretskaïa.